# Projet Y
Cet article court présente un sujet plus développé dans : Laboratoire national de Los Alamos.

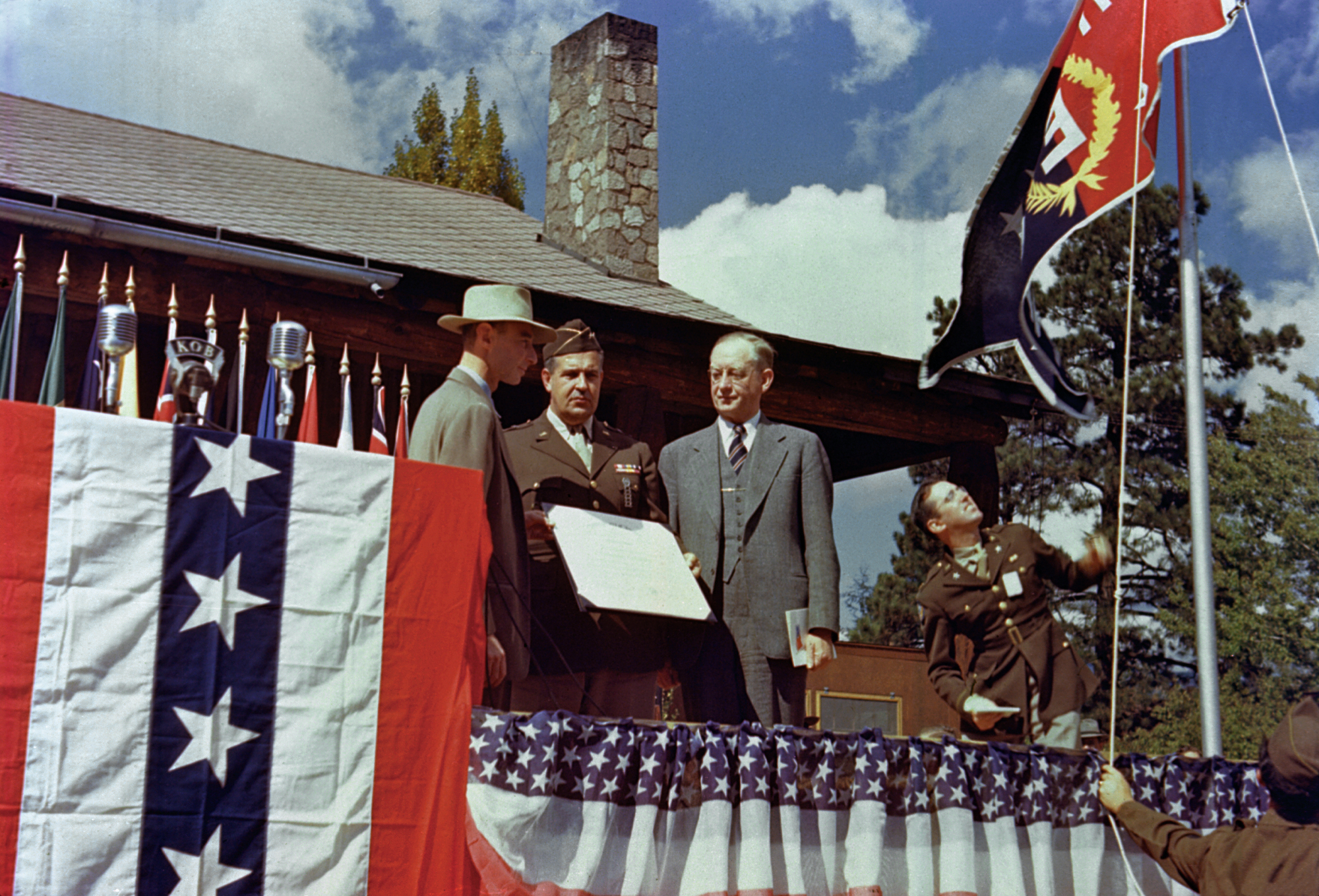
De g. à d., Robert Oppenheimer, Leslie Richard Groves et Robert Gordon Sproul lors d'une cérémonie présentant un trophée militaire d'excellence industrielle au laboratoire de Los Alamos en octobre 1945.

Le laboratoire de Los Alamos (Los Alamos Laboratory), également connu sous le nom de projet Y (Project Y), était un laboratoire secret créé par le projet Manhattan et exploité par l'université de Californie pendant la Seconde Guerre mondiale. Sa mission était de concevoir et de construire les premières bombes atomiques. Robert Oppenheimer en fut le premier directeur scientifique, de 1943 à décembre 1945, date à laquelle il fut remplacé par Norris Bradbury. Afin de permettre aux scientifiques de discuter librement de leurs travaux tout en préservant la sécurité, le laboratoire était situé dans une partie reculée du Nouveau-Mexique. Le laboratoire de guerre occupait des bâtiments qui faisaient autrefois partie de la Los Alamos Ranch School (en).
L'effort de développement s'est initialement concentré sur une arme à fission de type canon (en) utilisant du plutonium appelée « Thin Man ». En avril 1944, le laboratoire de Los Alamos a déterminé que le taux de fission spontanée dans le plutonium produit dans un réacteur nucléaire était trop élevé en raison de la présence de plutonium 240 et provoquerait une prédétonation, une réaction nucléaire en chaîne avant que le cœur ne soit complètement assemblé. Oppenheimer a ensuite réorganisé le laboratoire et orchestré un effort total et finalement couronné de succès sur une conception alternative proposée par John von Neumann, une arme nucléaire de type implosion, qui s'appelait Fat Man. Une variante de la conception de type canon connue sous le nom de Little Boy a été développée à l'aide d'uranium 235.
Les chimistes du laboratoire de Los Alamos ont développé des méthodes de purification de l'uranium et du plutonium, ce dernier étant un métal qui n'existait qu'en quantités microscopiques au début du projet Y. Ses métallurgistes ont découvert que le plutonium avait des propriétés inattendues, mais ont néanmoins pu le couler dans des sphères métalliques. Le laboratoire a construit Water Boiler, un réacteur nucléaire homogène aqueux (en) qui était le troisième réacteur au monde à devenir opérationnel. Il a également étudié la Super, une bombe à hydrogène qui utiliserait une bombe à fission pour déclencher une réaction de fusion nucléaire dans le deutérium et le tritium.
La conception de Fat Man a été testée lors de l'essai nucléaire Trinity en juillet 1945. Le personnel du projet Y a formé des équipes de soutien et des équipes de montage pour pouvoir exécuter les bombardements atomiques d'Hiroshima et de Nagasaki et a participé aux bombardements en tant qu'armateurs et observateurs. Après la fin de la guerre, le laboratoire a soutenu les essais nucléaires de l'opération Crossroads sur l'atoll de Bikini. Une nouvelle Division Z (Z Division) a été créée pour contrôler les activités de test, de stockage et d'assemblage de bombes, qui étaient concentrées à la base de Sandia.
Le laboratoire de Los Alamos est devenu le laboratoire national de Los Alamos en 1947.